# Ван (титул)
Ва́н (кит.: 王; піньінь: wáng) — титул монарха-правителя в стародавньому Китаї часів династій Шан і Чжоу (див. Син Неба). Відповідав за статусом германському «конунгу», ранньослов'янському «князю» або тюркському «хану». Після запровадження в Китаї титулу хуанді (імператора), надався визначним членам імператорської родини. Дорівнював за статусом європейському «принцу». В сусідніх із Китаєм країнах — у Кореї та Рюкю його використовували як титул місцевих монархів-правителів, що відповідав статусу «короля». В Японії використовували на означення японських імператорських принців.